# Saulges
Saulges és un municipi francès situat al departament de Mayenne i a la regió de País del Loira. L'any 2007 tenia 328 habitants.

## Demografia

### Població
El 2007 la població de fet de Saulges era de 328 persones. Hi havia 124 famílies de les quals 36 eren unipersonals (20 homes vivint sols i 16 dones vivint soles), 40 parelles sense fills, 36 parelles amb fills i 12 famílies monoparentals amb fills.
La població ha evolucionat segons el següent gràfic:
Habitants censats

### Habitatges
El 2007 hi havia 170 habitatges, 128 eren l'habitatge principal de la família, 28 eren segones residències i 14 estaven desocupats. 163 eren cases i 6 eren apartaments. Dels 128 habitatges principals, 100 estaven ocupats pels seus propietaris i 28 estaven llogats i ocupats pels llogaters; 1 tenia una cambra, 6 en tenien dues, 19 en tenien tres, 41 en tenien quatre i 61 en tenien cinc o més. 87 habitatges disposaven pel capbaix d'una plaça de pàrquing. A 70 habitatges hi havia un automòbil i a 49 n'hi havia dos o més.

### Piràmide de població
La piràmide de població per edats i sexe el 2009 era:
| Homes | Edats   | Dones |
| ----- | ------- | ----- |
| 0     | 95 o +  | 0     |
| 0     | 90 a 94 | 0     |
| 8     | 85 a 89 | 20    |
| 0     | 80 a 84 | 8     |
| 16    | 75 a 79 | 8     |
| 8     | 70 a 74 | 20    |
| 8     | 65 a 69 | 8     |
| 4     | 60 a 64 | 8     |
| 16    | 55 a 59 | 4     |
| 20    | 50 a 54 | 12    |
| 4     | 45 a 49 | 12    |
| 4     | 40 a 44 | 4     |
| 16    | 35 a 39 | 20    |
| 8     | 30 a 34 | 0     |
| 12    | 25 a 29 | 8     |
| 12    | 20 a 24 | 0     |
| 8     | 15 a 19 | 16    |
| 12    | 10 a 14 | 8     |
| 12    | 5 a 9   | 12    |
| 12    | 0 a 4   | 4     |

## Economia
El 2007 la població en edat de treballar era de 182 persones, 145 eren actives i 37 eren inactives. De les 145 persones actives 132 estaven ocupades (72 homes i 60 dones) i 13 estaven aturades (1 home i 12 dones). De les 37 persones inactives 15 estaven jubilades, 14 estaven estudiant i 8 estaven classificades com a «altres inactius».

### Ingressos
El 2009 a Saulges hi havia 127 unitats fiscals que integraven 294 persones, la mediana anual d'ingressos fiscals per persona era de 15.753 €.

### Activitats econòmiques
Dels 11 establiments que hi havia el 2007, 3 eren d'empreses de construcció, 1 d'una empresa de transport, 3 d'empreses d'hostatgeria i restauració, 1 d'una empresa financera, 1 d'una empresa immobiliària, 1 d'una empresa de serveis i 1 d'una entitat de l'administració pública.
Dels 4 establiments de servei als particulars que hi havia el 2009, 1 era un paleta, 1 guixaire pintor, 1 lampisteria i 1 restaurant.
L'any 2000 a Saulges hi havia 41 explotacions agrícoles que ocupaven un total de 1.870 hectàrees.

## Monuments
- El Oratori de Sant Céneré
- La Església de sant Pere

## Equipaments sanitaris i escolars
El 2009 hi havia una escola elemental integrada dins d'un grup escolar amb les comunes properes formant una escola dispersa.

## Poblacions més properes
El següent diagrama mostra les poblacions més properes.